# Schweizer Kunstverein
Der Schweizer Kunstverein (SKV) ist eine Schweizer Organisation zur Förderung und Vermittlung von Kunst.

## Geschichte

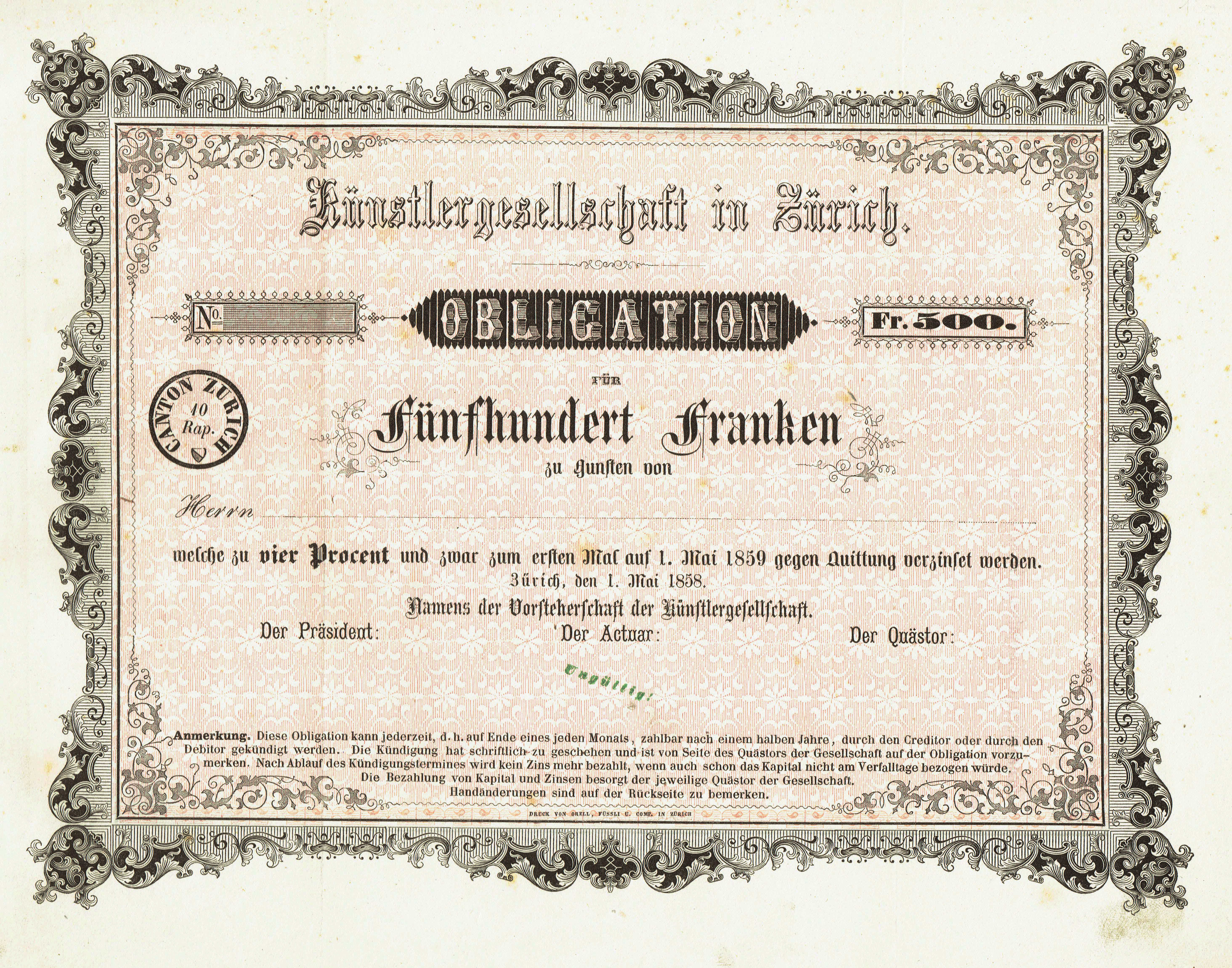
Blankette einer Obligation der Künstlergesellschaft in Zürich vom 1. Mai 1858

1776 wurde in Genf die Société des Arts gegründet, 1787 in Zürich die zweite und danach weitere „Künstlergesellschaften“, die als Diskussionsforen und Werkstätten dienten und die Beziehung zwischen Laien und Künstlern förderten. Mit der Zeit begannen die Vereine Sammlungen aufzubauen, Ausstellungen zu organisieren, Museen zu fördern und Gesprächspartner der Behörden zu sein, wodurch sie den öffentlichen Schweizer Kunstmarkt ermöglichten. Dachverband dieser Vereine wurde die 1806 gegründete Gesellschaft Schweizerischer Künstler und Kunstfreunde, später Schweizerischer Kunstverein genannt. Ab 1840 veranstaltete der Verein die Schweizerischen Turnusausstellungen. Er war „jahrzehntelang … der einzige Kunstträger von nationaler Bedeutung“.
1855 führte der Schweizerische Kunstverein einen Wettbewerb für ein Winkelrieddenkmal in Stans durch, das als erstes Nationaldenkmal der Schweiz gilt. Daraus ging der in Rom tätige Basler Bildhauer Ferdinand Schlöth als Sieger hervor; dessen Projekt wurde schliesslich 1865 in leicht modifizierter Form ausgeführt.
Der Schweizerische Kunstverein war der Herausgeber des zwischen 1905 und 1917 unter der Redaktion von Carl Brun in vier Bänden erschienenen Schweizerischen Künstler-Lexikons.

## Weblink
- www.kunstverein.ch